# 板そば

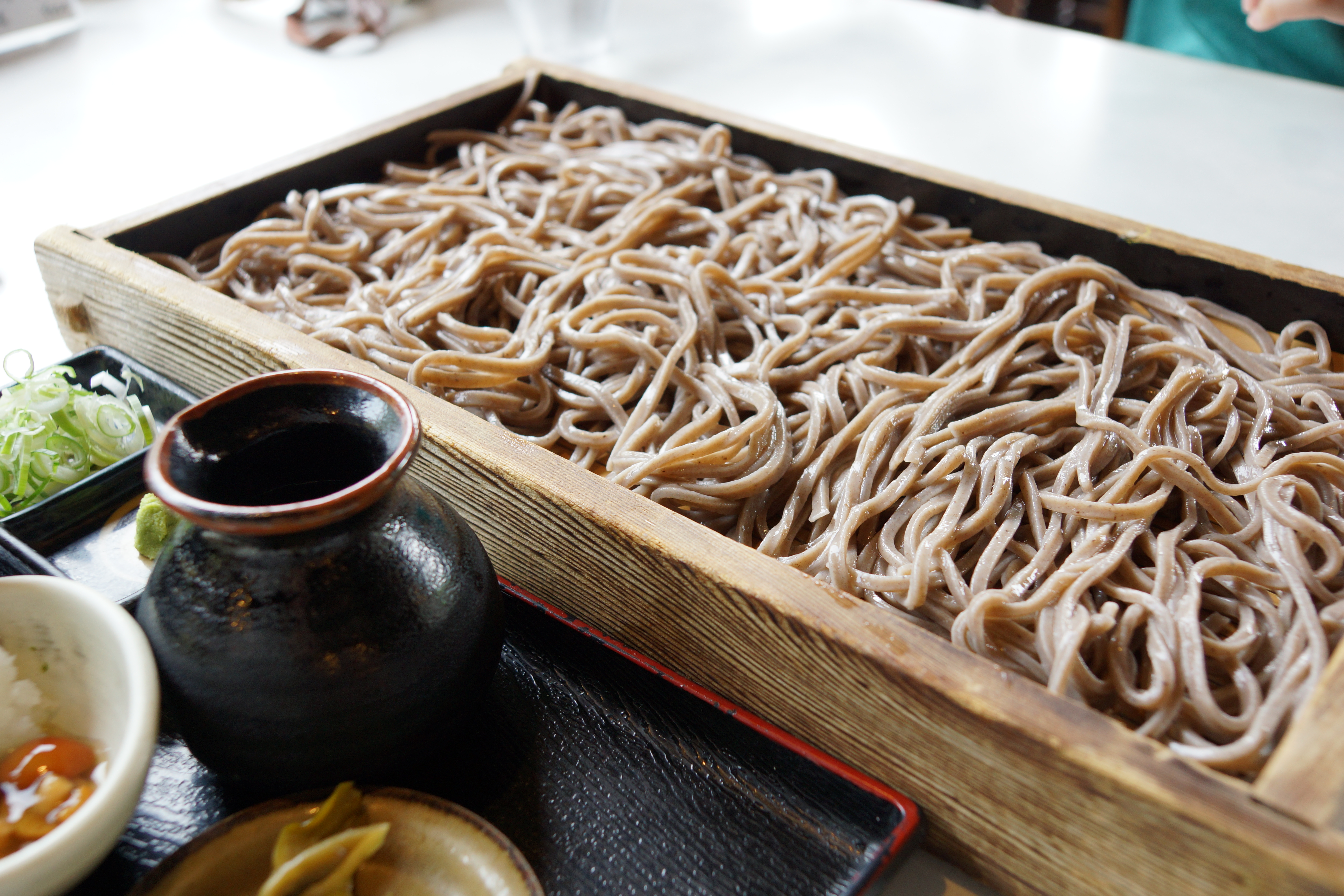
板そば

板そば（いたそば）は、山形県の内陸部で広く食べられる蕎麦（そば）の一つである。村山市が名物としている。
杉の柾目の板で作った浅い箱に蕎麦を盛り付けることから名づけられた。
山形県では古くからソバの栽培が盛んであり、親戚や近隣の家に蕎麦を振る舞う「蕎麦振る舞い」という風習があった。多人数で蕎麦をつつくのに一度に盛れて便利が良いことと、留守の家人への土産として箱に持たせたのが発祥とされる。
板蕎麦=田舎蕎麦=太打ちの蕎麦と思っている人も多いが、板そばの肝要は容器であって、蕎麦の太さは細いものから極太のものまでさまざまである。
村山駅でには駅舎内の「ふるさとふれあい学習館」が併設されているが、2003年より学習館内に駅そば店が開業している（2008年になって「愛亭」と名前が付いた）。この愛亭の「売り」に板そばを販売してはどうかという意見があったが、名物蕎麦を目当ての観光客が駅のみで帰るのではなく、街に繰り出してほしいという願いから愛亭での板そば取り扱いは行われないことになった。